# Acrotylus angulatus
Acrotylus angulatus är en insektsart som beskrevs av Carl Stål 1876. Acrotylus angulatus ingår i släktet Acrotylus och familjen gräshoppor. Inga underarter finns listade i Catalogue of Life.